# Lancer du poids aux Jeux olympiques
Pour un article plus général, voir Athlétisme aux Jeux olympiques.
Le lancer du poids masculin figure au programme des Jeux olympiques depuis la première édition, en 1896 à Athènes. Les femmes participent à cette épreuve depuis les Jeux de 1948, à Londres.
Avec deux médailles d'or remportées, les Américains Ralph Rose, Parry O'Brien et Ryan Crouser et le Polonais Tomasz Majewski, sont les athlètes les plus titrés dans cette épreuve. Chez les femmes, l'ex-Soviétique Tamara Press et la Néo-Zélandaise Valerie Adams possèdent également deux titres olympiques.
Les records olympiques de la discipline sont actuellement détenus par Ryan Crouser, auteur de 23,30 m lors des Jeux olympiques de 2020 à Tokyo, et par l'est-allemande Ilona Slupianek, créditée de 22,41 m lors des Jeux olympiques de 1980, à Moscou.

## Éditions
| Années | 96 | 00 | 04 | 08 | 12 | 20 | 24 | 28 | 32 | 36 | 48 | 52 | 56 | 60 | 64 | 68 | 72 | 76 | 80 | 84 | 88 | 92 | 96 | 00 | 04 | 08 | 12 | 16 | 20 | 24 | Total |
| ------ | -- | -- | -- | -- | -- | -- | -- | -- | -- | -- | -- | -- | -- | -- | -- | -- | -- | -- | -- | -- | -- | -- | -- | -- | -- | -- | -- | -- | -- | -- | ----- |
| Hommes | X  | X  | X  | X  | X  | X  | X  | X  | X  | X  | X  | X  | X  | X  | X  | X  | X  | X  | X  | X  | X  | X  | X  | X  | X  | X  | X  | X  | X  | X  | 30    |
| Femmes |    |    |    |    |    |    |    |    |    |    | X  | X  | X  | X  | X  | X  | X  | X  | X  | X  | X  | X  | X  | X  | X  | X  | X  | X  | X  | X  | 20    |

## Hommes

### Historique

#### 1896-1912

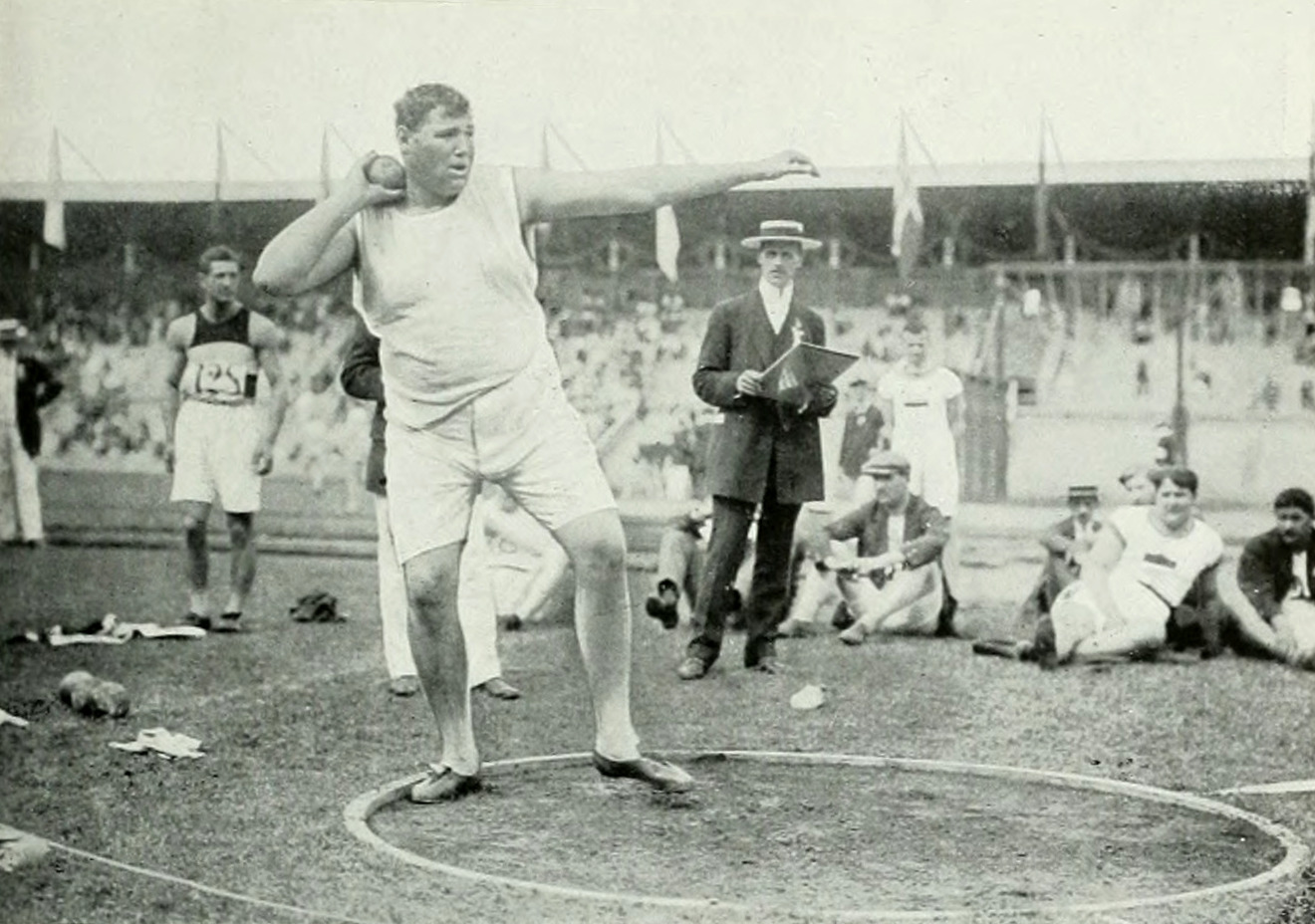
Ralph Rose, champion olympique du lancer du poids en 1904 et 1908.

Le tout prememier a  lancer du poids fait partie des douze épreuves d'athlétisme au programme des premiers Jeux olympiques de l'ère moderne disputés en 1896 au Stade panathénaïque d'Athènes où 7 concurrents issus de 5 nations participent à la compétition. En l'absence de l'Irlandais Denis Horgan, le meilleur spécialiste de la discipline de la fin du XIXe siècle, la victoire revient à l'Américain Robert Garrett qui s'impose avec un lancer à 11,22 m, devant les Grecs Miltiádis Goúskos et Yeóryios Papasidéris.
Lors des Jeux olympiques de 1900, à Paris, l'Américain Richard Sheldon remporte le concours avec la marque de 14,10 m, devançant ses compatriotes Josiah McCracken et Robert Garrett, le tenant du titre. Les mesures de ces deux athlètes sont celles obtenues la veille lors des qualifications car ils ne disputent la finale un dimanche en raison de leur convictions religieuses.
Quatre ans plus tard, en 1904 aux Jeux olympiques de Saint-Louis, les concurrents lancent pour la première fois à partir d'un cercle. L'américain Ralph Rose atteint la marque de 14,81 m et devance deux autres américains : Wesley Coe et Lawrence Feuerbach.
Ralph Rose conserve son titre olympique lors des Jeux olympiques de 1908, à Londres, en effectuant un lancer à 14,21 m, devançant Denis Horgan, absent lors des trois premiers Jeux et qui se classe deuxième du concours à 39 ans, et l'Américain John Garrels. En 1909, Ralph Rose deviendra officiellement le premier détenteur du record du monde avec 15,54 m.
Aux Jeux olympiques de 1912, à Stockholm, Ralph Rose ne parvient pas à remporter son troisième titre olympique d'affilée, s'inclinant de 9 cm face à son compatriote Patrick McDonald, auteur d'un jet victorieux à 15,34 m. L'autre américain Lawrence Whitney se classe troisième du concours. Une épreuve supplémentaire de lancer du poids est organisée lors de ces Jeux, le lancer du poids à deux mains, consistant à additionner les résultats obtenus par les athlètes à l'aide de leur bras droit et de leur bras gauche. Ralph Rose remporte ce concours disputé pour la première et seule fois aux Jeux olympiques.

#### 1920-1936

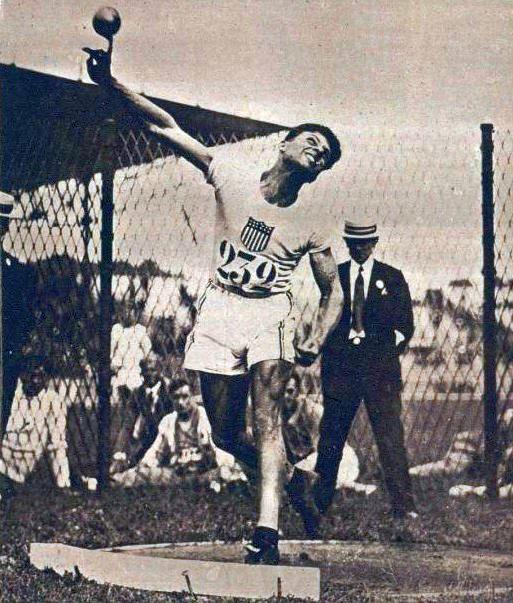
Clarence Houser, champion olympique en 1924.

Lors des Jeux olympiques de 1920, à Anvers, le Finlandais Ville Pörhölä met fin aux cinq succès américains consécutifs en enlevant le titre avec la marque de 14,81 m, devant son compatriote Elmer Niklander, titré par ailleurs dans l'épreuve du lancer du disque, et l'Américain Harry Liversedge.
En 1924, lors des Jeux olympiques de Paris, l'Américain Clarence Houser s'adjuge le titre olympique du lancer du poids cinq jours avant de remporter l'épreuve du lancer du disque. Il s'impose avec un lancer à 14,99 m, devant ses deux compatriotes Glenn Hartranft et Ralph Hills.
L'Américain John Kuck remporte la médaille d'or des Jeux olympiques de 1928, à Amsterdam, en établissant un nouveau record du monde avec la marque de 15,87 m, réalisée à son deuxième essai. Il devance son compatriote Herman Brix et l'Allemand Emil Hirschfeld, qui possédait le record mondial avant le jet de Kuck.
Quatre ans plus tard, en 1932 aux Jeux olympiques de Los Angeles, l'Américain Leo Sexton s'adjuge le titre olympique avec un meilleur lancer mesuré à 16,00 m, nouveau record olympique, devançant son compatriote Harlow Rothert et le Tchécoslovaque František Douda, ancien détenteur du record mondial.
Lors des Jeux olympiques de 1936, à Berlin, la victoire revient à l'Allemand Hans Woellke qui établit un nouveau record olympique avec un jet à 16,20 m établi à son cinquième essai. Le Finlandais Sulo Bärlund (16,12 m) et l'autre allemand Gerhard Stöck (15,6 m) complètent le podium. L'Américain Jack Torrance, détenteur du record du monde depuis 1934 et favori de l'épreuve, ne termine que 5e de la finale.

#### 1948-1964

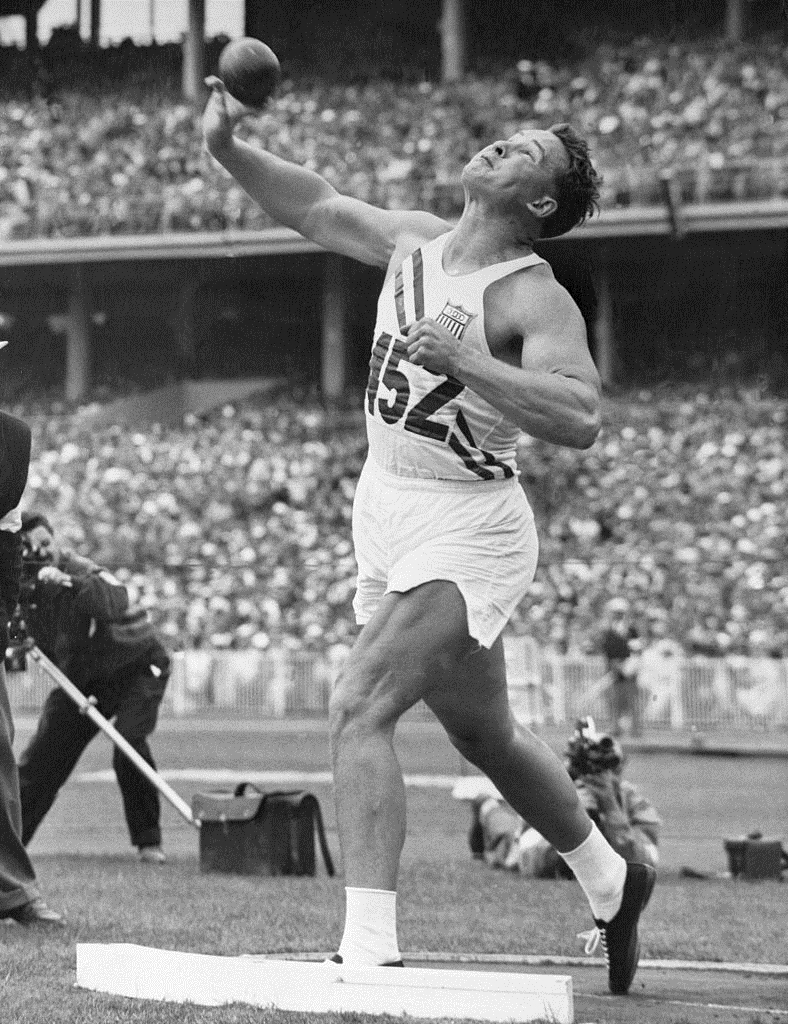
Parry O'Brien, champion olympique en 1952 et 1956.

L'Américain Wilbur Thompson est titré lors des Jeux olympiques de 1948, à Londres, en réalisant la marque de 17,12 m à son deuxième essai, précédant ses compatriotes Jim Delaney (16,68 m) et James Fuchs (16,42 m). Thompson améliore à cette occasion son record personnel et établit un nouveau record olympique. Charlie Fonville, l'autre américain qui a établi un nouveau record du monde lors de la saison 1948, n'a pas pu se qualifier pour ces Jeux en ne terminant que 4e des sélections olympiques américaines.
Quatre ans plus tard, lors des Jeux olympiques de 1952, à Helsinki, les États-Unis placent de nouveau trois de leurs athlètes sur le podium. Parry O'Brien remporte la médaille d'or en réalisant à son premier essai un lancer à 17,41 m (nouveau record olympique), devançant de justesse Darrow Hooper, médaillé d'argent avec 17,39 m. Jim Fuchs, qui domine la discipline depuis 1948 en ayant remporté 88 victoires consécutives et amélioré à quatre reprises le record du monde, se classe de nouveau troisième du concours, avec 17,06 m.
Lors des Jeux olympiques de 1956, Parry O'Brien devient le deuxième athlète après Ralph Rose à conserver son titre olympique du lancer du poids. À Melbourne, il remporte le concours avec un jet de 18,57 m (nouveau record olympique), devant son compatriote Bill Nieder (18,18 m) et le Tchèque Jiří Skobla (17,65 m). Parry O'Brien a pris la relève de Jim Fuchs de 1952 à 1956, obtenant notamment une série de 116 victoires consécutives et améliorant à neuf reprises le record du monde.
Deuxième en 1956, Bill Nieder a depuis amélioré à plusieurs reprises le record du monde et est devenu, quelques jours avant le début des Jeux olympiques de 1960, le premier lanceur à dépasser les vingt mètres (20,06 m). À Rome, il devient champion olympique en établissant en finale, et à son cinquième essai, un nouveau record olympique avec 19,68 m, devançant le double tenant du titre Parry O'Brien, médaillé d'argent avec 19,11 m et l'autre américain Dallas Long, médaillé de bronze avec 19,01 m.
En 1964, lors des Jeux olympiques de Tokyo, Dallas Long, qui a amélioré à quatre reprises le record du monde de 1962 à 1964, remporte le titre avec un lancer à 20,33 m (nouveau record olympique), devançant son compatriote Randy Matson (20,20 m) et le champion d'Europe en titre hongrois Vilmos Varjú (19,39 m). Parry O'Brien, qui dispute ses quatrièmes Jeux olympiques consécutifs, termine au pied du podium avec 19,20 m.

#### 1968-1984

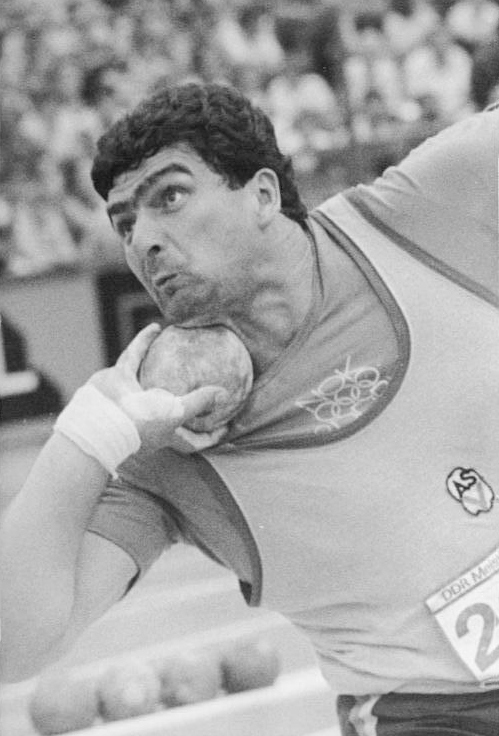
Udo Beyer, champion olympique en 1976.

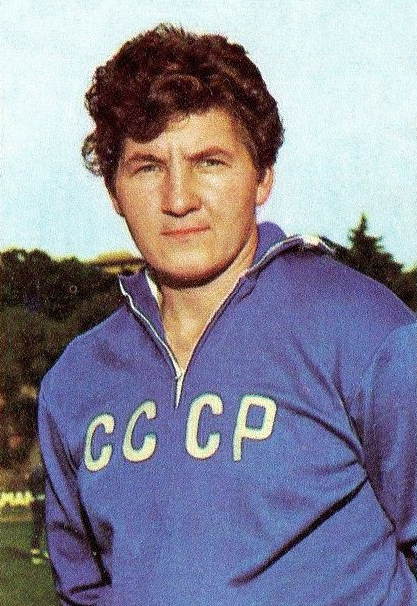
Nadezhda Chizhova, championne olympique en 1972.

Lors des Jeux olympiques de 1968, à Mexico, Randy Matson, qui détient le record du monde depuis 1965, s'adjuge la médaille d'or grâce à un lancer à 20,54 m établi dès son premier essai. Il devance son compatriote George Woods, deuxième avec 20,12 m, et le Soviétique Eduard Gushchin, troisième avec 20,09 m.
En 1972, lors des Jeux olympiques de Munich, le titre olympique masculin du lancer du poids échappe aux États-Unis pour la première fois depuis 1936. En finale, le Polonais Władysław Komar remporte le titre en réalisant un nouveau record olympique avec 21,18 m, réussi à son premier essai. Il devance d'un centimètre seulement l'Américain George Woods qui obtient sa deuxième médaille d'argent consécutive avec 21,17 m, et l'Est-Allemand Hartmut Briesenick, champion d'Europe en 1971, qui se classe troisième avec 21,14 m. Briesenick devance au titre du deuxième meilleur lancer son compatriote Hans-Peter Gies qui avait également réalisé 21,14 m.
Lors des Jeux olympiques de 1976, à Montréal, l'Est-Allemand Udo Beyer devient champion olympique en atteignant la marque de 21,05 m à son cinquième essai, devançant seulement de 2 cm le Soviétique Yevgeniy Mironov et de 5 cm son compatriote Aleksandr Baryshnikov, qui a porté le record du monde à 22,00 m quelques jours avant le début de ces Jeux. Al Feuerbach, le premier américain, se classe 4e de l'épreuve.
Lors des Jeux olympiques de 1980, à Moscou, le Soviétique Vladimir Kiselyov remporte le concours grâce à un meilleur jet mesuré à 21,35 m, établissant un nouveau record olympique. Il devance Aleksandr Baryshnikov (21,08 m), médaillé de bronze quatre ans plus tôt à Montréal, et Udo Beyer (21,06 m), le champion olympique en titre. L'Est-Allemand était le favori pour le titre en étant le détenteur du record du monde depuis 1978.
En l'absence des athlètes du bloc soviétique pour cause de boycott, le titre des Jeux olympiques de 1984 à Los Angeles revient à L'Italien Alessandro Andrei qui réalise la marque de 21,26 m à son troisième essai, devançant les Américain Michael Carter (21,09 m) et Dave Laut (20,97 m). Augie Wolf, le troisième américain, échoue à 4 cm seulement de la médaille de bronze.

#### 1988-2004

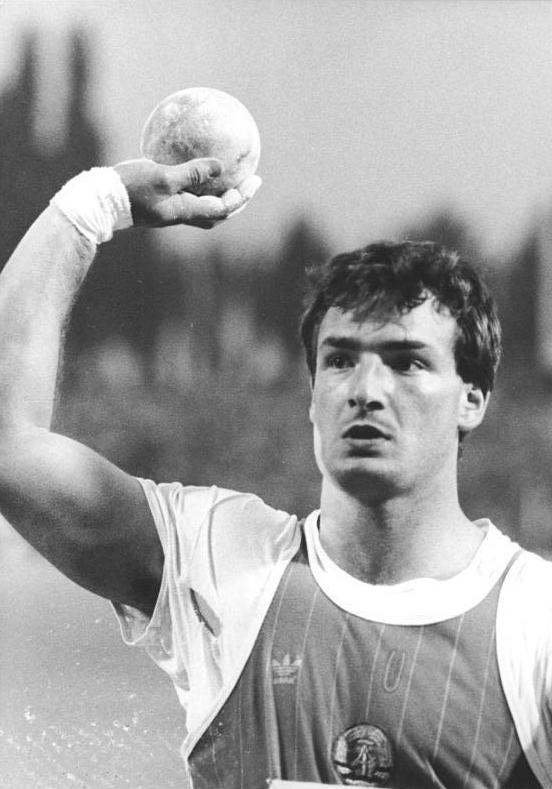
Ulf Timmermann, champion olympique en 1988.

L'Est-Allemand Ulf Timmermann, qui est devenu en mai 1988 le premier lanceur à atteindre la limite des 23 mètres et porté le record du monde à 23,06 m, est le favori des Jeux olympiques de 1988, à Séoul. En finale, au terme d'une épreuve au cours de laquelle le record olympique est amélioré à cinq reprises, il remporte le titre en atteignant la marque de 22,47 m à son sixième et dernier essai, devançant l'Américain Randy Barnes, médaillé d'argent avec 22,39 m et le Suisse Werner Günthör, champion du monde en 1987, qui s'adjuge la médaille de bronze avec 21,99 m.
Quatre ans plus tard, lors des Jeux olympiques de 1992, à Barcelone, l'Américain Mike Stulce s'impose en finale avec un jet à 21,70 m effectué à son cinquième essai, devançant son compatriote Jim Doehring (20,96 m) et le Russe Vyacheslav Lykho (20,94 m) qui concourt sous le maillot de l'équipe unifiée de l’ex-URSS. Werner Günthör, champion du monde en 1991, termine au pied du podium, devant le champion olympique en titre Ulf Timmermann. Randy Barnes, qui détient le record du monde depuis 1990, ne participe pas à la compétition en raison de sa suspension pour dopage. A ce titre, les trois athlètes médaillés reviennent d'une période de suspension liée au dopage.
Randy Barnes, revenu à la compétition en 1993, remporte le titre des Jeux olympiques de 1996, à Atlanta, en réalisant un lancer à 21,62 m à son sixième et dernier essai. Il devance son compatriote John Godina, champion du monde en 1995, qui s'adjuge la médaille d'argent avec 20,79 m, et l'Ukrainien Oleksandr Bahach, médaillé de bronze avec 20,75 m.

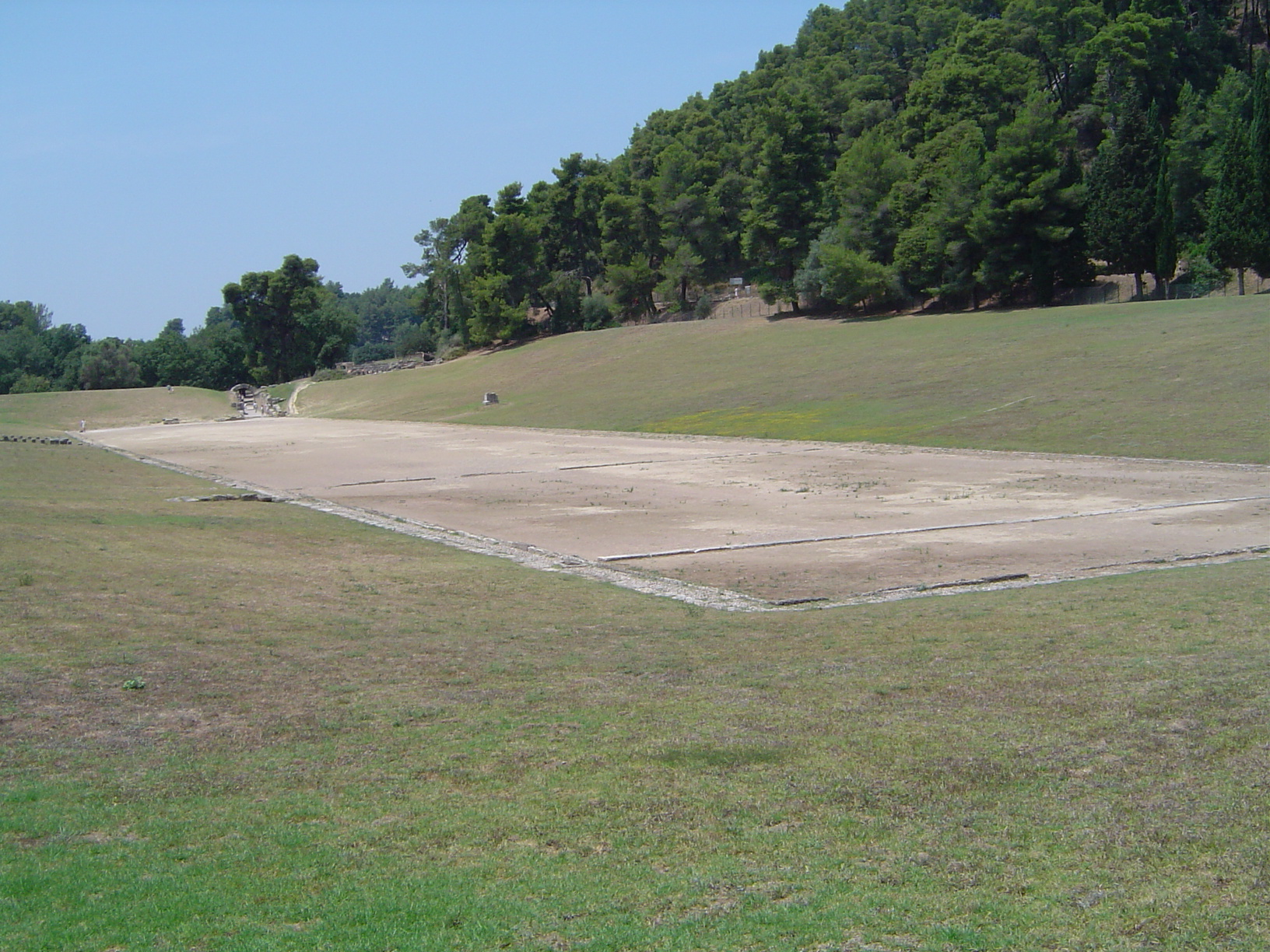
En 2004, la finale du lancer du poids se déroule au Stade d'Olympie, site des Jeux olympiques antiques.

Lors des Jeux olympiques de 2000, à Sydney, la victoire revient au Finlandais Arsi Harju qui établit la marque de 21,29 m à son deuxième essai. L'Américain Adam Nelson (21,21 m) et son compatriote John Godina (21,20 m) complètent le podium.
En 2004, lors des Jeux olympiques d'Athènes, le concours du lancer du poids se dispute pour la première fois en dehors du stade olympique, ayant lieu au stade d'Olympie à Olympie, site des Jeux olympiques antiques. L'Ukrainien Yuriy Bilonoh remporte l'épreuve avec un lancer à 21,16 m établi à son sixième et dernier essai, devançant au titre du deuxième meilleur lancer l'Américain Adam Nelson qui avait également réalisé la marque de 21,16 m. Le Danois Joachim Olsen termine troisième de la finale avec 21,07 m. Mais, convaincu de dopage, Yuriy Bilonoh est disqualifié en décembre 2012 : la médaille d'or est par conséquent réattribuée à Adam Nelson, la médaille d'argent à Joachim Olsen et la médaille de bronze à l'Espagnol Manuel Martínez.

#### Depuis 2008

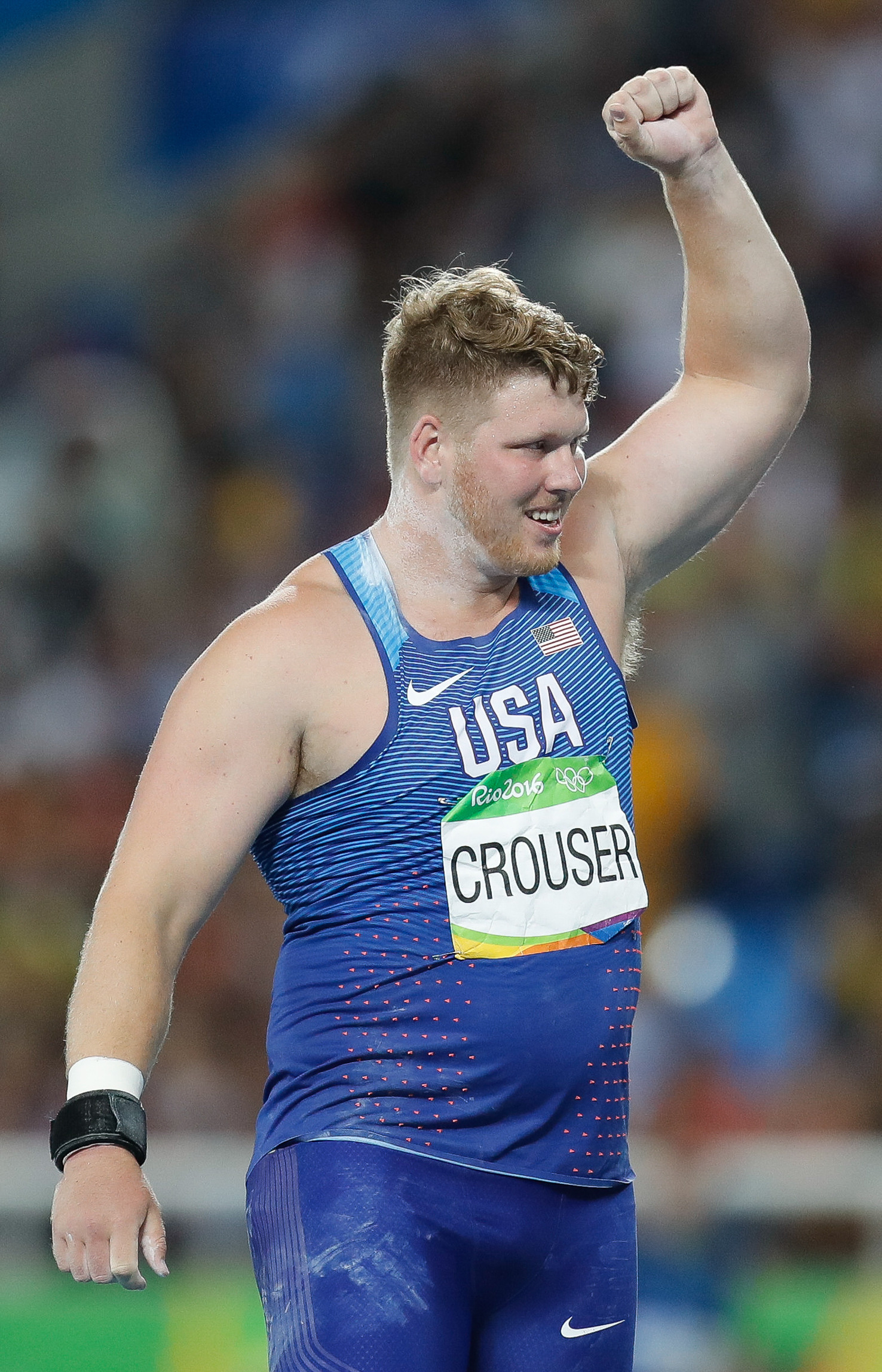
Ryan Crouser, champion olympique en 2016 et 2021 et actuel détenteur du record olympique du lancer du poids.

Lors des Jeux olympiques de 2008, à Pékin, le Polonais Tomasz Majewski établit le meilleur lancer de sa carrière pour remporter son premier titre olympique avec la marque de 21,51 m, établie à son quatrième essai. Il devance l'Américain Christian Cantwell, deuxième avec 21,09 m, et le Biélorusse Andrei Mikhnevich, troisième avec 21,05 m. Mais, convaincu de dopage en 2013, Andrei Mikhnevich est déchu de sa médaille de bronze au profit du Canadien Dylan Armstrong. L'Américain Reese Hoffa, champion du monde en 2007, se classe cinquième de l'épreuve.
En 2012, à l'occasion des Jeux olympiques de Londres, Tomasz Majewski devient le troisième athlète de l'histoire après Ralph Rose (en 1904 et 1908) et Parry O'Brien (en 1952 et 1956) à remporter un second titre olympique dans cette discipline. Il s'impose avec un lancer à 21,89 m réussi à son sixième et dernier essai, et devance de justesse l'Allemand David Storl, champion du monde en 2011, qui obtient la médaille d'argent avec 21,86 m, l'Américain Reese Hoffa s'adjugeant la médaille de bronze avec 21,23 m. Christian Cantwell et Dylan Armstrong, médaillés à Pékin en 2008, se classent respectivement 4e et 5e du concours.
Lors des Jeux olympiques de 2016, à Rio de Janeiro, l'Américain Ryan Crouser s'impose en finale avec la marque de 22,52 m qu'il réalise à son cinquième essai, améliorant à cette occasion de 5 cm le record olympique que détenait Ulf Timmermann depuis les Jeux de 1988 à Séoul. Il devance son compatriote Joe Kovacs, champion du monde en 2015, qui obtient la médaille d'argent avec 21,78 m, et le Néo-Zélandais Tomas Walsh, médaillé de bronze avec 21,36 m. Le Congolais Franck Elemba (4e) et le Brésilien Darlan Romani (5e) améliorent leurs records nationaux et terminent juste devant le double tenant du titre Tomasz Majewski.
Le podium du lancer du poids des Jeux olympiques de 2020, qui se déroule en 2021 à Tokyo, est identique à celui de Rio de Janeiro. Ryan Crouser améliore son propre record olympique à trois reprises : une première fois à son premier essai avec 22,83 m, une deuxième fois à son deuxième essai avec 22,93 m et une troisième fois à son sixième et dernier essai avec 23,30 m, à sept centimètres seulement de son record du monde établi quelques semaines auparavant. Il devient le quatrième athlète à remporter deux médailles d'or olympiques au poids après Ralph Rose, Parry O'Brien et Tomasz Majewski. Derrière, Joe Kovacs est médaillé d'argent avec 22,65 m et Tomas Walsh médaillé de bronze avec 22,47 m.

### Palmarès
| Édition | Or                              | Argent                              | Bronze                              |
| ------- | ------------------------------- | ----------------------------------- | ----------------------------------- |
| 1896    | Robert Garrett (USA) 11,22 m    | Miltiades Gouskos (GRE) 11,20 m     | Georgios Papasideris (GRE) 10,36 m  |
| 1900    | Richard Sheldon (USA) 14,10 m   | Josiah McCracken (USA) 12,85 m      | Robert Garrett (USA) 12,35 m        |
| 1904    | Ralph Rose (USA) 14,81 m        | Wesley Coe (USA) 14,40 m            | Leon Feuerbach (USA) 13,37 m        |
| 1908    | Ralph Rose (USA) 14,21 m        | Denis Horgan (GBR) 13,62 m          | John Garrels (USA) 13,18 m          |
| 1912    | Patrick McDonald (USA) 15,34 m  | Ralph Rose (USA) 15,25 m            | Lawrence Whitney (USA) 13,93 m      |
| 1920    | Ville Pörhölä (FIN) 14,81 m     | Elmer Niklander (FIN) 14,15 m       | Harry Liversedge (USA) 14,15 m      |
| 1924    | Clarence Houser (USA) 14,99 m   | Glenn Hartranft (USA) 14,89 m       | Ralph Hills (USA) 14,64 m           |
| 1928    | John Kuck (USA) 15,87 m         | Herman Brix (USA) 15,75 m           | Emil Hirschfeld (GER) 15,72 m       |
| 1932    | Leo Sexton (USA) 16,00 m        | Harlow Rothert (USA) 15,67 m        | František Douda (TCH) 15,61 m       |
| 1936    | Hans Woellke (GER) 16,20 m      | Sulo Bärlund (FIN) 16,12 m          | Gerhard Stöck (GER) 15,66 m         |
| 1948    | Wilbur Thompson (USA) 17,12 m   | Jim Delaney (USA) 16,68 m           | Jim Fuchs (USA) 16,42 m             |
| 1952    | Parry O'Brien (USA) 17,41 m     | Darrow Hooper (USA) 17,39 m         | Jim Fuchs (USA) 17,06 m             |
| 1956    | Parry O'Brien (USA) 18,57 m     | Bill Nieder (USA) 18,18 m           | Jiří Skobla (TCH) 17,65 m           |
| 1960    | Bill Nieder (USA) 19,68 m       | Parry O'Brien (USA) 19,11 m         | Dallas Long (USA) 19,01 m           |
| 1964    | Dallas Long (USA) 20,33 m       | Randy Matson (USA) 20,20 m          | Vilmos Varjú (HUN) 19,39 m          |
| 1968    | Randy Matson (USA) 20,54 m      | George Woods (USA) 20,12 m          | Eduard Gushchin (URS) 20,09 m       |
| 1972    | Władysław Komar (POL) 21,18 m   | George Woods (USA) 21,17 m          | Hartmut Briesenick (GDR) 21,14 m    |
| 1976    | Udo Beyer (GDR) 21,05 m         | Yevgeniy Mironov (URS) 21,03 m      | Aleksandr Baryshnikov (URS) 21,00 m |
| 1980    | Vladimir Kiselyov (URS) 21,35 m | Aleksandr Baryshnikov (URS) 21,08 m | Udo Beyer (GDR) 21,06 m             |
| 1984    | Alessandro Andrei (ITA) 21,26 m | Mike Carter (USA) 21,09 m           | Dave Laut (USA) 20,97 m             |
| 1988    | Ulf Timmermann (GDR) 22,47 m    | Randy Barnes (USA) 22,39 m          | Werner Günthör (SUI) 21,99 m        |
| 1992    | Mike Stulce (USA) 21,70 m       | Jim Doehring (USA) 20,96 m          | Vyacheslav Lykho (EUN) 20,94 m      |
| 1996    | Randy Barnes (USA) 21,62 m      | John Godina (USA) 20,79 m           | Oleksandr Bagach (UKR) 20,75 m      |
| 2000    | Arsi Harju (FIN) 21,29 m        | Adam Nelson (USA) 21,21 m           | John Godina (USA) 21,20 m           |
| 2004    | Adam Nelson (USA) 21,16 m       | Joachim Olsen (DEN) 21,07 m         | Manuel Martínez (ESP) 20,84 m       |
| 2008    | Tomasz Majewski (POL) 21,51 m   | Christian Cantwell (USA) 21,09 m    | Dylan Armstrong (CAN) 21,04 m       |
| 2012    | Tomasz Majewski (POL) 21,89 m   | David Storl (GER) 21,86 m           | Reese Hoffa (USA) 21,23 m           |
| 2016    | Ryan Crouser (USA) 22,52 m      | Joe Kovacs (USA) 21,78 m            | Tomas Walsh (NZL) 21,36 m           |
| 2020    | Ryan Crouser (USA) 23,30 m      | Joe Kovacs (USA) 22,65 m            | Tomas Walsh (NZL) 22,47 m           |
| 2024    | Ryan Crouser (USA) 22,90 m      | Joe Kovacs (USA) 22,15 m            | Rajindra Campbell (JAM) 22,15 m     |

### Multiples médaillés
| Rang | Athlète               | Pays               | Période   | Or | Argent | Bronze | Total |
| ---- | --------------------- | ------------------ | --------- | -- | ------ | ------ | ----- |
| 1    | Ryan Crouser          | États-Unis         | 2016–2024 | 3  | 0      | 0      | 3     |
| 2    | Ralph Rose            | États-Unis         | 1904–1912 | 2  | 1      | 0      | 3     |
| 2    | Parry O'Brien         | États-Unis         | 1952–1960 | 2  | 1      | 0      | 3     |
| 4    | Tomasz Majewski       | Pologne            | 2008–2012 | 2  | 0      | 0      | 2     |
| 5    | Bill Nieder           | États-Unis         | 1956–1960 | 1  | 1      | 0      | 2     |
| 5    | Randy Matson          | États-Unis         | 1964–1968 | 1  | 1      | 0      | 2     |
| 5    | Randy Barnes          | États-Unis         | 1988–1996 | 1  | 1      | 0      | 2     |
| 5    | Adam Nelson           | États-Unis         | 2000–2004 | 1  | 1      | 0      | 2     |
| 9    | Dallas Long           | États-Unis         | 1960–1964 | 1  | 0      | 1      | 2     |
| 9    | Udo Beyer             | Allemagne de l'Est | 1976–1980 | 1  | 0      | 1      | 2     |
| 11   | Joe Kovacs            | États-Unis         | 2016–2024 | 0  | 3      | 0      | 3     |
| 12   | George Woods          | États-Unis         | 1968–1972 | 0  | 2      | 0      | 2     |
| 13   | Aleksandr Baryshnikov | Union soviétique   | 1976–1980 | 0  | 1      | 1      | 2     |
| 13   | John Godina           | États-Unis         | 1996–2000 | 0  | 1      | 1      | 2     |
| 15   | Jim Fuchs             | États-Unis         | 1948–1952 | 0  | 0      | 2      | 2     |
| 15   | Tomas Walsh           | Nouvelle-Zélande   | 2016-2020 | 0  | 0      | 2      | 2     |

### Record olympique
| Marque  | Athlète                     | Date              | Lieu           | Record |
| ------- | --------------------------- | ----------------- | -------------- | ------ |
| 11,22 m | Robert Garrett (USA)        | 7 avril 1896      | Athènes        |        |
| 13,80 m | Richard Sheldon (USA)       | 15 juillet 1900   | Paris          |        |
| 14,10 m | Richard Sheldon (USA)       | 15 juillet 1900   | Paris          |        |
| 14,35 m | Ralph Rose (USA)            | 31 août 1904      | Saint-Louis    |        |
| 14,40 m | Wesley Coe (USA)            | 31 août 1904      | Saint-Louis    |        |
| 14,81 m | Ralph Rose (USA)            | 31 août 1904      | Saint-Louis    |        |
| 14,98 m | Ralph Rose (USA)            | 10 juillet 1912   | Stockholm      |        |
| 15,25 m | Ralph Rose (USA)            | 10 juillet 1912   | Stockholm      |        |
| 15,34 m | Patrick McDonald (USA)      | 10 juillet 1912   | Stockholm      |        |
| 15,75 m | Herman Brix (USA)           | 29 juillet 1928   | Amsterdam      |        |
| 15,87 m | John Kuck (USA)             | 29 juillet 1928   | Amsterdam      | WR     |
| 15,94 m | Leo Sexton (USA)            | 31 juillet 1932   | Los Angeles    |        |
| 16,00 m | Leo Sexton (USA)            | 31 juillet 1932   | Los Angeles    |        |
| 16,03 m | Sulo Bärlund (FIN)          | 2 août 1936       | Berlin         |        |
| 16,20 m | Hans Woellke (GER)          | 2 août 1936       | Berlin         |        |
| 16,37 m | James Fuchs (USA)           | 3 août 1948       | Londres        |        |
| 16,47 m | Wilbur Thompson (USA)       | 3 août 1948       | Londres        |        |
| 16,68 m | James Delaney (USA)         | 3 août 1948       | Londres        |        |
| 17,12 m | Wilbur Thompson (USA)       | 3 août 1948       | Londres        |        |
| 17,41 m | Parry O'Brien (USA)         | 21 juillet 1952   | Helsinki       |        |
| 17,92 m | Parry O'Brien (USA)         | 28 novembre 1956  | Melbourne      |        |
| 18,47 m | Parry O'Brien (USA)         | 28 novembre 1956  | Melbourne      |        |
| 18,57 m | Parry O'Brien (USA)         | 28 novembre 1956  | Melbourne      |        |
| 18,77 m | Parry O'Brien (USA)         | 31 août 1960      | Rome           |        |
| 19,11 m | Parry O'Brien (USA)         | 31 août 1960      | Rome           |        |
| 19,68 m | Bill Nieder (USA)           | 31 août 1960      | Rome           |        |
| 19,88 m | Randy Matson (USA)          | 17 octobre 1964   | Tokyo          |        |
| 20,20 m | Randy Matson (USA)          | 17 octobre 1964   | Tokyo          |        |
| 20,33 m | Dallas Long (USA)           | 17 octobre 1964   | Tokyo          |        |
| 20,68 m | Randy Matson (USA)          | 13 octobre 1968   | Mexico         |        |
| 20,97 m | Hartmut Briesenick (GDR)    | 9 septembre 1972  | Munich         |        |
| 21,14 m | Hans-Peter Gies (GDR)       | 9 septembre 1972  | Munich         |        |
| 21,18 m | Wladyslaw Komar (POL)       | 9 septembre 1972  | Munich         |        |
| 21,32 m | Aleksandr Baryshnikov (URS) | 23 juillet 1976   | Montréal       |        |
| 21,35 m | Vladimir Kiselyov (URS)     | 30 juillet 1980   | Moscou         |        |
| 22,02 m | Ulf Timmermann (GDR)        | 23 septembre 1988 | Séoul          |        |
| 22,16 m | Ulf Timmermann (GDR)        | 23 septembre 1988 | Séoul          |        |
| 22,29 m | Ulf Timmermann (GDR)        | 23 septembre 1988 | Séoul          |        |
| 22,39 m | Randy Barnes (USA)          | 23 septembre 1988 | Séoul          |        |
| 22,47 m | Ulf Timmermann (GDR)        | 23 septembre 1988 | Séoul          |        |
| 22,52 m | Ryan Crouser (USA)          | 18 août 2016      | Rio de Janeiro |        |
| 22,83 m | Ryan Crouser (USA)          | 5 août 2021       | Tokyo          |        |
| 22,93 m | Ryan Crouser (USA)          | 5 août 2021       | Tokyo          |        |
| 23,30 m | Ryan Crouser (USA)          | 5 août 2021       | Tokyo          |        |

## Femmes

### Historique

#### 1948-1964

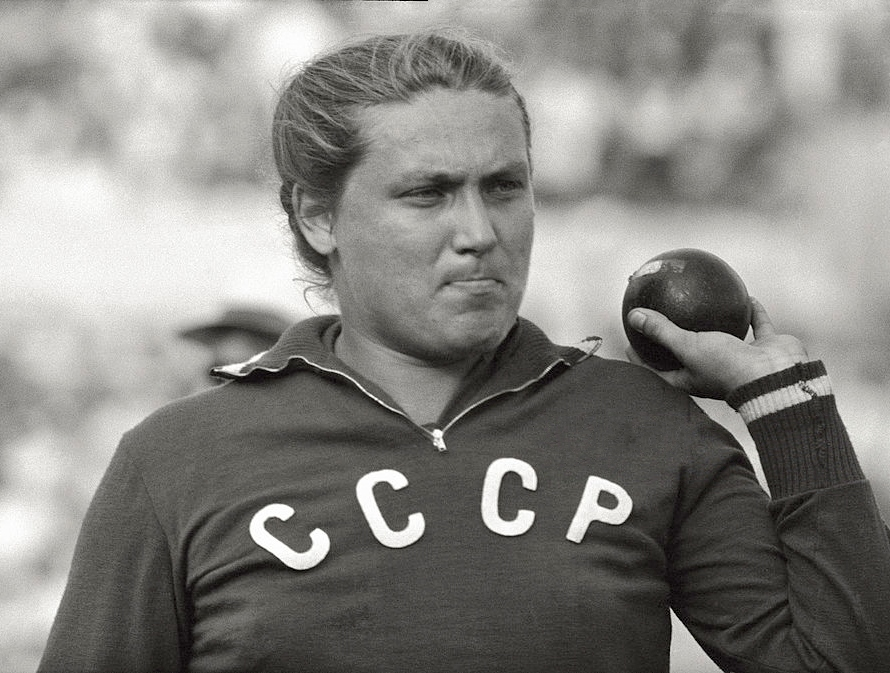
Tamara Press, championne olympique du lancer du poids en 1960 et 1964.

Le premier concours de lancer du poids féminin a lieu pour la première fois aux Jeux olympiques de Londres en 1948. La Française Micheline Ostermeyer, titrée quelques jours plus tôt dans l'épreuve du lancer du disque, remporte la médaille d'or en effectuant un lancer à 13,75 m. Elle devance l'Italienne Amelia Piccinini (13,09 m) et l'Autrichienne Ine Schäffer (13,08 m). Ce même 4 août 1948, à Moscou, Tatyana Sevryukova dont son pays l'Union soviétique n'est pas affilié au mouvement olympique et qui n'envoie donc aucun de ses représentants aux Jeux de Londres, bat le record du monde du lancer du poids en réalisant la marque de 14,59 m.
La finale des Jeux olympiques de 1952 à Helsinki est remportée par la Soviétique Galina Zybina qui établit à son sixième et dernier essai un nouveau record du monde avec 15,28 m. Elle devance l'Allemande Marianne Werner, médaillée d'argent avec 14,57 m et l'autre soviétique Klavdiya Tochenova, médaillée de bronze avec 14,50 m.
Galina Zybina fait figure de favorite pour les Jeux olympiques de 1956, après avoir établi sept records du monde du lancer du poids de 1952 à 1956 en ayant porté celui-ci à 16,76 m. À Melbourne, la championne d'Europe 1954 établit trois records olympiques successifs : 16,35 m à son premier essai, 16,48 m à son cinquième essai et 16,53 m à son dernier essai, mais elle est finalement battue par sa compatriote Tamara Tyshkevich qui établit la marque de 16,59 m à son ultime essai. Marianne Werner se classe troisième avec 15,61 m, obtenant sa deuxième médaille olympique consécutive.
Le concours du lancer du poids des Jeux olympiques de 1960 est remporté par la Soviétique Tamara Press. Première femme à dépasser la barrière des 17 mètres, en 1959, elle s'impose à Rome avec un lancer à 17,32 m établi à son deuxième essai. Johanna Lüttge pour l'Équipe unifiée d’Allemagne remporte la médaille d'argent avec 16,61 m, devant l'Américaine Earlene Brown, médaillée de bronze avec 16,42 m. La tenante du titre Galina Zybina se classe 7e de la finale.
Championne d'Europe en 1962, Tamara Press a dépassé la limite des 18 mètres cette même année et a porté le record du monde à 18,55 m quelques semaines avant le début des Jeux olympiques de 1964. À Tokyo en finale, elle devient la première athlète à conserver son titre olympique du lancer du poids en améliorant à trois reprises le record olympique : 17,51 m à son premier essai, 17,72 m à son deuxième essai, puis 18,14 m à son sixième et ultime essai. L'Allemande Renate Garisch remporte la médaille d'argent avec 17,61 m, devant Galina Zybina, troisième avec 17,45 m.

#### 1968-1984
Lors des Jeux olympiques d'été de 1968 à Mexico, l'Est-allemande Margitta Gummel confirme son statut de favorite en remportant le titre olympique. Elle réalise tout d'abord un nouveau record olympique à son premier essai avec 18,53 m, avant que sa compatriote Marita Lange l'améliore à son tour, toujours au premier essai, avec 18,78 m. À sa troisième tentative, Gummel établit la marque de 19,07 m et devient la première athlète féminine à lancer le poids au-delà des 19 mètres. Elle améliore ensuite ce record du monde au cinquième essai en atteignant la marque de 19,61 m. Marita Lange, qui n'améliore pas sa marque, est médaillée d'argent, devant la Soviétique Nadezhda Chizhova, championne d'Europe en 1966, créditée de 18,19 m.
Nadezhda Chizhova est la favorite des Jeux olympiques de 1972 à Munich après avoir établi sept records du monde de 1969 à 1972, devenant la première athlète à lancer à plus de 20 mètres, et après avoir remporté les deux derniers titres européens en 1969 et 1971. En finale, la Soviétique assomme d'entrée le concours en réalisant un lancer au-delà des 21 mètres à son premier essai, avec 21,03 m, signant un nouveau record du monde. Margitta Gummel, la tenante du titre, se classe deuxième avec 20,22 m, devant la Bulgare Ivanka Hristova (19,35 m).
Quatre ans plus tard aux Jeux olympiques de 1976 à Montréal, Nadezhda Chizhova est battue par Ivanka Hristova qui établit un nouveau record olympique à son cinquième essai avec 21,16 m, la Bulgare détenant également le record du monde qu'elle a porté à 21,89 m quelques jours avant le début des Jeux. Chizhova est médaillée d'argent avec 20,96 m, la Tchécoslovaque Helena Fibingerová s'adjugeant la médaille de bronze avec 20,67 m. Pour la première fois depuis 1948, aucune athlète allemande ne figure sur le podium, les Est-allemandes Marianne Adam, Ilona Slupianek et Margitta Droese se classant respectivement 4e, 5e et 6e de l'épreuve.
Ilona Slupianek est la favorite des Jeux olympiques de 1980 après avoir notamment remporté le titre européen en 1978, et avoir porté le record du monde à 22,45 m quelques semaines avant le début des compétitions. À Moscou, c'est tout d'abord sa compatriote Margitta Pufe qui se distingue en établissant un nouveau record olympique à son premier essai avec 21,21 m, mais Slupianek réagit immédiatement en réalisant également au premier essai la marque de 22,41 m, échouant à quatre centimètres seulement de son record du monde. La Soviétique Svetlana Krachevskaya réalise la marque de 21,42 m à son troisième essai et vient s'intercaler entre Slupianek et Pufe pour s'adjuger la médaille d'argent.
En l'absence des meilleures spécialistes des pays du bloc soviétique pour cause de boycott, parmi lesquelles figurent notamment Helena Fibingerová, championne du monde en 1983, ou la Soviétique Natalya Lisovskaya qui a porté le record du monde à 22,53 m en mai 1984, le titre des Jeux olympiques de 1984 revient à l'Allemande de l'Ouest Claudia Losch avec un lancer à 20,48 m réussi au dernier essai. La Roumaine Mihaela Loghin s'incline d'un centimètre seulement après avoir réalisé 20,47 m à son quatrième essai. L'Australienne Gael Martin se classe troisième de l'épreuve avec 19,19 m.

#### 1988-2004
Lors des Jeux olympiques de 1988 à Séoul, Natalya Lisovskaya domine la finale en réalisant un lancer à 22,24 m à son sixième et dernier essai, se rapprochant de son propre record du monde établi à 22,63 m lors de la saison 1987 (record du monde toujours en vigueur aujourd'hui). L'Est-allemande Kathrin Neimke se classe deuxième de l'épreuve avec 21,07 m, juste devant la Chinoise Li Meisu, troisième avec 21,06 m. Claudia Losch, la tenante du titre, termine à la 5e place avec 20,27 m.
En 1992, en finale des Jeux olympiques de Barcelone, Svetlana Krivelyova, représentante de l'Équipe unifiée de l’ex-URSS, remporte le titre olympique en réalisant son meilleur lancer à son sixième et dernier essai avec 21,06 m. Elle devance la championne du monde en titre chinoise Huang Zhihong, médaillée d'argent avec 20,47 m, et Kathrin Neimke (19,78 m) qui obtient sa deuxième médaille consécutive après l'argent de Séoul. Natalya Lisovskaya, qui ne réussit pas à terminer dans les huit premières afin d'avoir trois essais supplémentaires, termine à la neuvième place avec 18,60 m.
Championne du monde en 1995, l'Allemande Astrid Kumbernuss confirme son statut de favorite en remportant le titre des Jeux olympiques de 1996 à Atlanta. Elle réalise son meilleur lancer lors de son premier essai avec 20,56 m et devance la Chinoise Sui Xinmei, médaillée d'argent avec 19,88 m et la Russe Irina Khudoroshkina, médaillée de bronze avec 19,35 m.

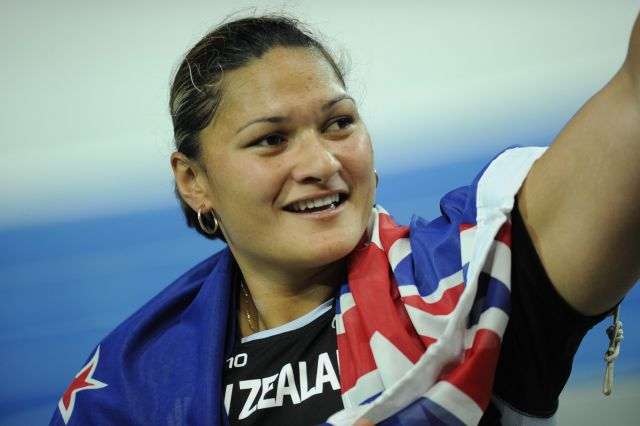
Valerie Adams, championne olympique du lancer du poids en 2008 et 2012, médaillée d'argent en 2016 et médaillée de bronze en 2021.

Aux Jeux olympiques de 2000 à Sydney, la Biélorusse Yanina Karolchyk s'adjuge le titre olympique en établissant un nouveau record national de 20,56 m qu'elle établit à sa sixième et dernière tentative. La Russe Larisa Peleshenko remporte la médaille d'argent avec 19,92 m et devance la tenante du titre Astrid Kumbernuss, championne du monde pour la troisième fois consécutive en 1999, qui ne se classe que troisième de l'épreuve avec un lancer à 19,62 m. Svetlana Krivelyova termine au pied du podium.
Comme pour les hommes, la finale des Jeux olympiques de 2004 se dispute pour la première fois en dehors du stade olympique, ayant lieu au Stade d'Olympie, site des Jeux olympiques antiques. La Russe Irina Korzhanenko remporte le titre avec la marque de 21,06 m, devant la Cubaine Yumileidi Cumbá (19,59 m) et l'Allemande Nadine Kleinert (19,55 m). Mais, quelques jours après la finale, Yumileidi Cumbá récupère la médaille d'or après la disqualification pour dopage d'Irina Korzhanenko. En 2012, Svetlana Krivelyova, qui avait récupéré la médaille de bronze vacante est disqualifiée à son tour pour dopage et déchue de sa médaille de bronze. Depuis 2004, les Biélorusses Nadzeya Astapchuk et Natallia Mikhnevich, respectivement quatrième et cinquième du concours, ont également été sanctionnées pour dopage. En conséquence, la médaille de bronze vacante n'a jamais été réattribuée par le CIO et l'IAAF

#### Depuis 2008
Aux Jeux olympiques de 2008 à Pékin, la compétition du lancer du poids est remportée par la Néo-Zélandaise Valerie Vili, championne du monde en titre, qui améliore son propre record d'Océanie avec un jet à 20,56 m. Cette dernière devient ainsi la première athlète (homme et femme confondus) de Nouvelle-Zélande à décrocher un titre olympique en athlétisme. Natallia Mikhnevich, initialement deuxième, est disqualifiée pour dopage le 25 novembre 2016, de même que sa compatriote Nadzeya Ostapchuk, initialement troisième du concours. Les médailles vacantes reviennent finalement à la Cubaine Misleydis González (argent) et à la Chinoise Gong Lijiao (bronze)
Quatre ans plus tard à Londres, la médaille d'or revient dans un premier temps à Nadzeya Astapchuk, qui réalise 4 jets au-delà des 21 mètres, le meilleur étant mesuré à 21,36 m. Néanmoins, une semaine plus tard, le 13 août, Nadzeya Astapchuk est destituée de son titre à la suite des résultats positifs de deux tests antidopage survenus la veille et après la finale. Valerie Adams, initialement deuxième du concours avec 20,70 m, devient de ce fait championne olympique pour la deuxième fois de sa carrière, conservant son titre acquis en 2008 à Pékin. En 2016, La Russe Yevgeniya Kolodko est à son tour disqualifiée pour dopage et est sommée de rendre la médaille d'argent qu'elle avait acquise à la suite du déclassement de la Biélorusse. Les médailles vacantes reviennent donc à la Chinoise Gong Lijiao, qui récupère sa deuxième breloque olympique après 2008, et à sa compatriote Li Ling, qui avait terminé initialement cinquième du concours
À Rio de Janeiro en 2016, Valérie Adams est en tête du concours jusqu'au dernier essai, avec une meilleure marque mesurée à 20,42 m, et semble en passe de remporter son troisième titre olympique consécutif. Cependant, au dernier essai, l'Américaine Michelle Carter (fille de Michael Carter, médaillé d'argent du lancer du poids aux Jeux olympiques de 1984) dépasse la Néo-Zélandaise avec un lancer à 20,63 m, meilleure performance mondiale de l'année et record des États-Unis Grâce à cette performance, Carter est sacrée championne olympique, devant Adams qui glane malgré tout sa troisième médaille olympique, un record, et la Hongroise Anita Márton, qui bat le record national avec 19,87 m.
Lors des Jeux de Tokyo en 2021, Gong Lijiao domine largement le concours avec un jet à 20,58 m (record personnel) qui lui permet de s'adjuger la médaille d'or, neuf ans après sa médaille d'argent de Londres et treize ans après sa médaille de bronze de Pékin. Devenant la première Chinoise à être sacrée dans cette épreuve, elle devance l'Américaine Raven Saunders, deuxième avec 19,79 m, et Valerie Adams, troisième avec 19,62 m. La Néo-Zélandaise, qui avait arrêté sa carrière pour donner naissance à deux enfants en 2017 et 2019, décroche sa quatrième médaille olympique, devenant ainsi la lanceuse de poids la plus récompensée de l'histoire aux Jeux Olympiques, hommes et femmes confondus.

### Palmarès
| Édition | Or                                 | Argent                              | Bronze                            |
| ------- | ---------------------------------- | ----------------------------------- | --------------------------------- |
| 1948    | Micheline Ostermeyer (FRA) 13,75 m | Amelia Piccinini (ITA) 13,09 m      | Ine Schäffer (AUT) 13,08 m        |
| 1952    | Galina Zybina (URS) 15,28 m        | Marianne Werner (GER) 14,57 m       | Klavdiya Tochenova (URS) 14,50 m  |
| 1956    | Tamara Tyshkevich (URS) 16,59 m    | Galina Zybina (URS) 16,53 m         | Marianne Werner (EUA) 15,61 m     |
| 1960    | Tamara Press (URS) 17,32 m         | Johanna Lüttge (EUA) 16,61 m        | Earlene Brown (USA) 16,42 m       |
| 1964    | Tamara Press (URS) 18,14 m         | Renate Culmberger (EUA) 17,61 m     | Galina Zybina (URS) 17,45 m       |
| 1968    | Margitta Gummel (GDR) 19,61 m      | Marita Lange (GDR) 18,78 m          | Nadezhda Chizhova (URS) 18,19 m   |
| 1972    | Nadezhda Chizhova (URS) 21,03 m    | Margitta Gummel (GDR) 20,22 m       | Ivanka Hristova (BUL) 19,35 m     |
| 1976    | Ivanka Hristova (BUL) 21,16 m      | Nadezhda Chizhova (URS) 20,96 m     | Helena Fibingerová (TCH) 20,67 m  |
| 1980    | Ilona Slupianek (GDR) 22,41 m      | Svetlana Krachevskaya (URS) 21,42 m | Margitta Pufe (GDR) 21,20 m       |
| 1984    | Claudia Losch (FRG) 20,48 m        | Mihaela Loghin (ROU) 20,47 m        | Gael Martin (AUS) 19,19 m         |
| 1988    | Natalya Lisovskaya (URS) 22,24 m   | Kathrin Neimke (GDR) 21,07 m        | Li Meisu (CHN) 21,06 m            |
| 1992    | Svetlana Krivelyova (EUN) 21,06 m  | Huang Zhihong (CHN) 20,47 m         | Kathrin Neimke (GER) 19,78 m      |
| 1996    | Astrid Kumbernuss (GER) 20,56 m    | Sui Xinmei (CHN) 19,88 m            | Irina Khudoroshkina (RUS) 19,35 m |
| 2000    | Yanina Korolchik (BLR) 20,56 m     | Larisa Peleshenko (RUS) 19,92 m     | Astrid Kumbernuss (GER) 19,62 m   |
| 2004    | Yumileidi Cumbá (CUB) 19,59 m      | Nadine Kleinert (GER) 19,55 m       | Non attribuée                     |
| 2008    | Valerie Vili 20,56 m (AR)          | Misleydis González 19,50 m (PB)     | Gong Lijiao 19,20 m               |
| 2012    | Valerie Adams (NZL) 20,70 m        | Gong Lijiao (RUS) 20,22 m (PB)      | Li Ling (RUS) 19,63 m             |
| 2016    | Michelle Carter (USA) 20,63 m      | Valerie Adams (NZL) 20,42 m         | Anita Márton (HUN) 19,87 m        |
| 2020    | Gong Lijiao (CHN) 20,58 m          | Raven Saunders (USA) 19,79 m        | Valerie Adams (NZL) 19,62 m       |
| 2024    | Yemisi Ogunleye (GER) 20,00 m      | Madison-Lee Wesche (NZL) 19,86 m    | Song Jiayuan (CHN) 19,32 m        |

### Multiples médaillées
| Rang | Athlète           | Pays                         | Période   | Or | Argent | Bronze | Total |
| ---- | ----------------- | ---------------------------- | --------- | -- | ------ | ------ | ----- |
| 1    | Valerie Adams     | Nouvelle-Zélande             | 2008–2021 | 2  | 1      | 1      | 4     |
| 2    | Tamara Press      | Union soviétique             | 1960–1964 | 2  | 0      | 0      | 2     |
| 3    | Galina Zybina     | Union soviétique             | 1952–1964 | 1  | 1      | 1      | 3     |
| 3    | Nadezhda Chizhova | Union soviétique             | 1968–1976 | 1  | 1      | 1      | 3     |
| 3    | Gong Lijiao       | Chine                        | 2008–2021 | 1  | 1      | 1      | 3     |
| 6    | Margitta Gummel   | Allemagne de l'Est           | 1968–1972 | 1  | 1      | 0      | 2     |
| 7    | Ivanka Khristova  | Bulgarie                     | 1972–1976 | 1  | 0      | 1      | 2     |
| 7    | Astrid Kumbernuss | Allemagne                    | 1996–2000 | 1  | 0      | 1      | 2     |
| 9    | Marianne Werner   | Allemagne                    | 1952–1956 | 0  | 1      | 1      | 2     |
| 9    | Kathrin Neimke    | Allemagne de l'Est Allemagne | 1988–1992 | 0  | 1      | 1      | 2     |

### Record olympique
| Marque  | Athlète                    | Date             | Lieu      | Record |
| ------- | -------------------------- | ---------------- | --------- | ------ |
| 13,14 m | Micheline Ostermeyer (FRA) | 4 août 1948      | Londres   |        |
| 13,75 m | Micheline Ostermeyer (FRA) | 4 août 1948      | Londres   |        |
| 13,88 m | Klavdiya Tochenova (URS)   | 26 juillet 1952  | Helsinki  |        |
| 13,89 m | Marianne Werner (FRG)      | 26 juillet 1952  | Helsinki  |        |
| 15,00 m | Galina Zybina (URS)        | 26 juillet 1952  | Helsinki  |        |
| 15,28 m | Galina Zybina (URS)        | 26 juillet 1952  | Helsinki  | WR     |
| 16,35 m | Galina Zybina (URS)        | 30 novembre 1956 | Melbourne |        |
| 16,48 m | Galina Zybina (URS)        | 30 novembre 1956 | Melbourne |        |
| 16,53 m | Galina Zybina (URS)        | 30 novembre 1956 | Melbourne |        |
| 16,59 m | Tamara Tyshkevich (URS)    | 30 novembre 1956 | Melbourne |        |
| 17,32 m | Tamara Press (URS)         | 2 septembre 1960 | Rome      |        |
| 17,51 m | Tamara Press (URS)         | 20 octobre 1964  | Tokyo     |        |
| 17,72 m | Tamara Press (URS)         | 20 octobre 1964  | Tokyo     |        |
| 18,14 m | Tamara Press (URS)         | 20 octobre 1964  | Tokyo     |        |
| 18,53 m | Margitta Gummel (GDR)      | 20 octobre 1968  | Mexico    |        |
| 18,78 m | Marita Lange (GDR)         | 20 octobre 1968  | Mexico    |        |
| 19,07 m | Margitta Gummel (GDR)      | 20 octobre 1968  | Mexico    | WR     |
| 19,61 m | Margitta Gummel (GDR)      | 20 octobre 1968  | Mexico    | WR     |
| 21,03 m | Nadezhda Chizhova (URS)    | 7 septembre 1972 | Munich    | WR     |
| 21,16 m | Ivanka Khristova (BUL)     | 31 juillet 1976  | Montréal  |        |
| 21,20 m | Margitta Pufe (GDR)        | 24 juillet 1980  | Moscou    |        |
| 22,41 m | Ilona Slupianek (GDR)      | 24 juillet 1980  | Moscou    |        |

## Anciennes épreuves
Une épreuve de « lancer du poids à deux mains » s'est déroulée en 1912 à Stokholm.

### Lancer du poids à deux mains
| Édition | Or                       | Argent                         | Bronze                        |
| ------- | ------------------------ | ------------------------------ | ----------------------------- |
| 1912    | Ralph Rose (USA) 27,70 m | Patrick McDonald (USA) 27,53 m | Elmer Niklander (FIN) 27,14 m |